# Harry Frederick Harlow
Harry Frederick Harlow (Fairfield, Iowa, 31 d'octubre del 1905 - Tucson, Arizona, 6 de desembre de 1981) va ser un psicòleg estatunidenc molt conegut pels experiments en micos rhesus sobre la separació maternal i l'aïllament social, el que demostra la importància de la prestació de cures i companyia en el desenvolupament social i cognitiu. Va dur a terme la major part de la seva recerca a la Universitat de Wisconsin-Madison, on l'humanista psicòleg Abraham Maslow va treballar durant un temps amb ell.
Els experiments de Harlow van ser controvertits, pel fet de recloure cries de macacos lactants en cambres d'aïllament durant més de 24 mesos, de les quals en van sortir severament pertorbats. Alguns investigadors citen aquests experiments com un factor en el sorgiment del moviment d'alliberament animal en els Estats Units. Aquests estudis, però, van servir per demostrar que Freud i Erikson estaven equivocats quan afirmaven que els infants estableixen un vincle afectiu especial amb la mare per ser aquesta qui els alleta; en realitat es tracta d'una resposta innata associada a estímuls auditius, olfactius i tèrmics que aporta la mare.

## Biografia
Harry Harlow nasqué i es crià a Fairfield, Iowa, sent el tercer de quatre germans. Un any després d'assistir al Reed College de Portland, Oregon, Harlow es traslladà a la Universitat Stanford, on fou admès gràcies al resultat d'un test especial d'aptitud. Després d'un semestre cursant estudis d'Anglès Avançat, amb resultats desastrosos, es declarà "estudiant avançat en psicologia".
Harlow es graduà en psicologia i tingué com a professors Calvin Perry Stone, un conegut estudiós de la conducta dels animals, i Walter Richard Miles, que investigava el temps de reacció entre la visió d'un estímul i la resposta corresponent, tots ells supervisats per Lewis Terman. Terman, defensava fortament l'aplicació del test d'intel·ligència de Binet, el qual havia adaptat, ara conegut com a Escala d'Intel·ligència Stanford-Binet, i fou una figura influent en Harlow. Després d'obtenir el doctorat el 1930, Harlow canvià el seu cognom original, Israel, pel de Harlow. Això ho va fer per consell de Terman, que temia que un cognom amb connotacions jueves el perjudiqués, tot i que ell no era descendent de jueus. Tot seguit obtingué plaça com a professor a la Universitat de Wisconsin–Madison i s'hi traslladà. Harlow provà de convèncer el Departament de Psicologia d'aquella universitat per fer obres i muntar un laboratori amb espai suficient per fer investigacions, però no en va reeixir. Llavors, decidí comprar un edifici que hi havia al cap del mateix carrer on estava la universitat i el reformà, amb la col·laboració dels seus estudiants, per convertir-lo en el que anomenaria Laboratori dels Primats, que seria un dels primers d'aquest tipus a tot el món. Sota la direcció de Harlow, arribaria a ser un lloc d'investigació d'avantguarda en què uns 40 graduats van obtenir el seu doctorat.
Harlow rebé nombrosos premis i reconeixements, incloent la medalla Howard Crosby Warren (1956), la Medalla Nacional de la Ciència (1967) i la Medalla d'Or de la Fundació de Psicologia Americana (1973). Fou cap de recursos humans del Departament de Defensa entre 1950–1952, cap de la Divisió d'Antropologia i Psicologia del Consell Nacional d'Investigacions en el període 1952–1955, membre consultor del Quadre de Consell Científic de l'Exèrcit, i president de l'Associació Americana de Psicologia entre 1958–1959.
Harlow es casà per primera vegada el 1932, amb Clara Mears, una de les escollides mitjançant els tests de Terman, en el qual obtingué un quocient intel·lectual de 150. Clara fou alumna de Harlow abans d'iniciar-se entre ells una relació romàntica. La parella tingué dos fills, Robert i Richard. Harlow i Mears es divorciaren el 1946. Aquell mateix any, Harlow es casà amb una psicòloga infantil anomenada Margaret Kuenne. També tingueren dos fills, Pamela i Jonathan. Margaret morí el 1971, després d'una llarga lluita contra el càncer que patia des del 1967. La seva mort, deixà Harlow molt deprimit i s'hagué de tractar amb electroxocs. El març del 1972, Harlow es tornà a casar amb Clara Mears i visqueren junts a Tucson, Arizona, fins a la mort de Harlow el 1981.